# Ludwig Stein (Philosoph)

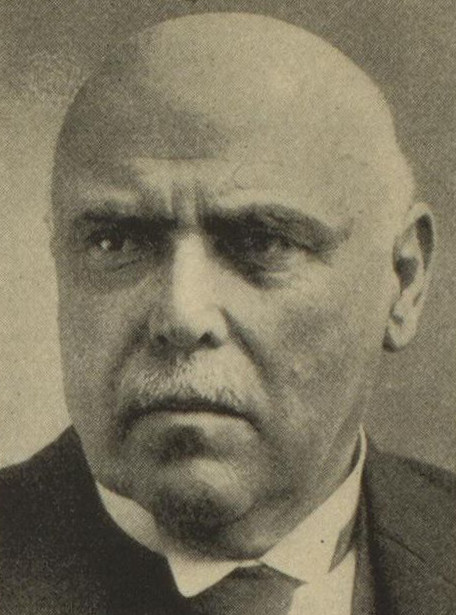
Ludwig Stein, um 1927

Ludwig Stein (geboren 12. November 1859 in Erdőbénye, Kaisertum Österreich; gestorben 13. Juli 1930 in Salzburg) war ein ungarisch-schweizerischer Philosoph, Soziologe, Rabbiner, Publizist und Pazifist. Sein Pseudonym in Zeitungsartikeln war „Diplomaticus“.

## Leben
Ludwig Stein studierte Philosophie an den Universitäten von Berlin und Halle und ließ sich außerdem zum Rabbiner ausbilden. Von 1881 bis 1883 lebte er als Rabbiner in Berlin und von 1883 bis 1886 als Journalist ebendort. 1886 wurde er zum Privatdozenten für Philosophie am Polytechnikum Zürich und an der Universität Zürich ernannt. Von 1891 bis 1909 war er ordentlicher Professor für Philosophie an der Universität Bern, wobei er regelmäßig auch Kurse in Soziologie anbot. Zu seinen Hörern gehörten Walter Rathenau, Leo Trotsky, Rosa Luxemburg, Cay Lorenz von Brockdorff und Karl Radek. Stein war zudem Mentor und Doktorvater von Anna Tumarkin und examinierte als solcher auch die feministische Soziologin Felicie Próchnik-Nossing aus Lemberg und die Amerikanerin Mary Mills Patrick. Erst 1898 konnte er die erste Schweizerin, die Bernburgerin und Frauenrechtlerin Eugénie Dutoit in Philosophie auszeichnen.
1893 erhielt er die schweizerische Staatsbürgerschaft. Er organisierte den 7. Internationalen Kongress für Soziologie des Institut International de Sociologie vom 20. bis zum 24. Juli 1909 Bern. Dies sollte seine letzte Amtshandlung in der bisherigen Funktion bleiben. Zwei Tage nach Kongressende bat er für das Wintersemester 1909/1910 erneut um Urlaub, per 1. April 1910 erfolgte seine Demission.
Ab 1909 lebte Stein als politischer Journalist und Politikberater wieder in Berlin. Dort beriet er unter anderem den früheren Reichskanzler Bernhard von Bülow. 1914 war er mit dem Politiker Ernst Bassermann Gründer der Mittwoch-Gesellschaft (nicht zu verwechseln mit der seit 1863 existierenden Berliner Mittwochsgesellschaft). Er war Mitglied des ständigen Komitees des Internationalen Friedensbüros und propagierte pazifistische Ideen. Nach dem Ersten Weltkrieg, den er in Deutschland zubrachte, nahm er an den Friedenskonferenzen von Genf und Rapallo teil und vertrat eine vermittelnde Position.
Er war Mitgründer und -herausgeber des Archivs für die Geschichte der Philosophie und des Archivs für systematische Philosophie und Soziologie, außerdem Herausgeber der Zeitschrift Nord und Süd sowie Mitarbeiter der Vossischen Zeitung und der Berliner Zeitung. 1896 erschien der erste Band seiner Schriftenreihe Berner Studien zur Philosophie und ihrer Geschichte. Darin veröffentlichte er die Dissertation von Dr. Anna Tumarkin, Herder und Kant. Mit diesem Werk, von einer Frau geschrieben, setzte er zu dieser Zeit dezidiert ein "Zeichen der Befähigung auch der weiblichen Studierenden, philosophische beziehungsweise philosophierende geschichtliche Probleme mit Ernst und Scharfsinn zu erfassen". Im Band 20 dieser Reihe veröffentlichte er 1899 zudem die Dissertation Die Theorie des Milieu von Dr. Eugénie Dutoit.
Sein bekanntestes Pseudonym in Zeitungsartikeln war Diplomaticus. Er nutzte weitere Pseudonyme wie Elieser Stein, Lajos Stein oder Eduard Vollmer.

## Werke (Auswahl)
- Die Willensfreiheit und ihr Verhältniss zur göttlichen Präscienz und Providenz bei den jüdischen Philosophen des Mittelalters. Halle (Saale) 1881 (Halle-Wittenberg, Univ., Diss.).
- Berthold Auerbach und das Judenthum. Driesner, Berlin 1882.
- Die Psychologie der Stoa. Calvary, Berlin
  - Bd. 1: Metaphysisch-anthropologischer Teil. 1886 (Berliner Studien für classische Philologie und Archaeologie; 3,1)
  - Bd. 2: Die Erkenntnistheorie der Stoa. 1888 (Berliner Studien für classische Philologie und Archaeologie; 7,1)
- Leibniz und Spinoza: ein Beitrag zur Entwicklungsgeschichte der Leibnizischen Philosophie; mit 19 Ineditis aus dem Nachlass von Leibniz. Reimer, Berlin 1890.
- Friedrich Nietzsche's Weltanschauung und ihre Gefahren: ein kritisches Essay. Reimer, Berlin 1893 (Digitalisat).
- Das Ideal des 'ewigen Friedens' und die soziale Frage: zwei Vorträge. Reimer, Berlin 1896.
- Die sociale Frage im Lichte der Philosophie: Vorlesungen über Socialphilosophie und ihre Geschichte. Enke, Stuttgart 1897 (Digitalisat).
- An der Wende des Jahrhunderts: Versuch einer Kulturphilosophie. Mohr, Freiburg i. B. [u. a.] 1899. Online
- Der Sinn des Daseins: Streifzüge eines Optimisten durch die Philosophie der Gegenwart. Mohr, Tübingen 1904.
- Der soziale Optimismus. Hermann Costenoble, Jena 1905.
- Die Anfänge der menschlichen Kultur: Einführung in die Soziologie. Teubner, Leipzig 1906 (Aus Natur und Geisteswelt; 93, Digitalisat).
- Philosophische Strömungen der Gegenwart. Enke, Stuttgart 1908.
- Die Juden in der neueren Philosophie unter besonderer Berücksichtigung Hermann Cohen's. Poppelauer, Berlin 1919 (Sammlung ausgewählter Vorträge; 1).
- Einführung in die Soziologie. Rösl, München 1921 (Philosophische Reihe; 25, Digitalisat).
- Geschichte der Philosophie bis Platon. Rösl, München 1921 (Philosophische Reihe; 2).
- Aus dem Leben eines Optimisten. Autobiographie. Brückenverlag, Berlin 1930.